# Unbroken
Unbroken – trzeci studyjny album Demi Lovato. Premiera albumu w USA odbyła się 20 września 2011 roku.
Przy tworzeniu "Unbroken" Demi współpracowała m.in. z Timbalandem, Kerli czy Rock Mafią. Album dość widocznie różni się od poprzednich płyt Lovato, Don't Forget i Here We Go Again. Na płycie nie znajdują się już utwory poprockowe jak było to do tej pory tylko utwory popowe z domieszką R&B i dance. Znajduje się na nim piosenka "For The Love Of A Daughter", która została usunięta z poprzedniego albumu. Płyta "Unbroken" symbolizuje wielki powrót Demi po załamaniu nerwowym, kłopotach ze zdrowiem i pobycie w klinice pod koniec 2010 i na początku 2011 roku. W pierwszym tygodniu sprzedaży, album Lovato sprzedał się w 96 000 kopiach zajmując przy tym 4 miejsce w prestiżowym rankingu Billboard 200. Nowa płyta Demi była promowana podczas koncertów w ramach trasy koncertowej "An Evening With Demi Lovato" oraz "A Special Night With Demi Lovato".

## Single
Pierwszym singlem, który poprzedzał album była piosenka "Skyscraper", którego premiera odbyła się 12 lipca 2011 roku. Dzień później odbyła się premiera teledysku. Piosenka stała się najlepiej sprzedawanym singlem Demi i w USA pokryła się złotem.
Drugim singlem z płyty jest piosenka "Give Your Heart A Break", która została pokryta platyną i była numerem jeden w Amerykańskich rozgłośniach radiowych.

### Inne piosenki w rankingach
W dniu premiery wiele piosenek z albumu pojawiło się na liście "iTunes Top 100 Singles Charts", co przyczyniło się m.in. do pojawienia się utworów "Unbroken" i "Fix A Heart" na kolejno #98 i #69 pozycji w rankingu Billboard Hot 100.

## Lista utworów
| Numer | Tytuł                                            | Autorzy | Producenci                                         | Czas |
| ----- | ------------------------------------------------ | --- | -------------------------------------------------- | ---- |
| 1.    | "All Night Long" feat. Timbaland and Missy Eliot | Timothy Mosley, Jim Beanz, Jerome Harmon, Missy Elliot, LovatoLyrica Anderson, Nire, Garland Mosley, Demi Lovato, Joseph Angel | Timbaland, Jerome Harmon                           | 3:14 |
| 2.    | "Who's That Boy" feat. Dev                       | Ryan Tedder, Noel Zancanella, Devin Tailes                                                                                     | Ryan Tedder, Noel Zancanella                       | 3:12 |
| 3.    | "You're My Only Shorty" feat. Iyaz               | Antonina Armato, Tim James | Rock Mafia, Devrim Karaoglu, Thomas Armato Sturges | 3:06 |
| 4.    | "Together" feat. Jason Derulo                    | T. Mosley, Beanz, Anderson, Tiyon Mack, Lovato, G. Mosley                                                                      | Jim Beanz, Timbaland                               | 4:33 |
| 5.    | "Lightweight"                                    | T. Mosley, Beanz, G. Mosley, Shanna Crooks, Frankie Storm                                                                      | Jim Beanz, Timbaland                               | 4:01 |
| 6.    | "Unbroken"                                       | Daniel James, Leah Haywood, Lovato                                                                                             | Dreamlab                                           | 3:18 |
| 7.    | "Fix a Heart"                                    | Emanuel Kiriakou, Priscilla Renea                                                                                              | Emanuel Kiriakou                                   | 3:13 |
| 8.    | "Hold Up"                                        | James, Haywood, Lovato, Ross Golan                                                                                             | Dreamlab                                           | 2:50 |
| 9.    | "Mistake"                                        | James, Haywood, Shelly Peiken                                                                                                  | Dreamlab                                           | 3:33 |
| 10.   | "Give Your Heart A Break"                        | Josh Alexander, Billy Steinberg                                                                                                | Josh Alexander, Bill Steinberg                     | 3:25 |
| 11.   | "Skyscraper"                                     | Toby Gad, Lindy Robbins, Kerli Kõiv                                                                                            | Toby Gad                                           | 3:42 |
| 12.   | "In Real Life"                                   | Bleu, Lindsey Ray | Bleu                                               | 2:57 |
| 13.   | "My Love Is Like A Star"                         | Gad, James Morrison. Lovato | Toby Gad                                           | 3:50 |
| 14.   | "For The Love Of A Daughter"                     | William Beckett, Lovato | Toby Gad                                           | 4:00 |
| 15.   | "Skyscraper" (Wizz Dumb Remix)                   | Gad, Robbins, Kõiv | Toby Gad, Wizz Dumb                                | 3:42 |

## Rankingi
| Ranking (2011)           | Pozycja |
| ------------------------ | ------- |
| Australian Albums Chart  | 20      |
| Canadian Albums Chart    | 4       |
| Dutch Albums Chart       | 63      |
| Mexican Albums Chart     | 9       |
| New Zealand Albums Chart | 3       |
| U.S. Billboard 200       | 4       |

## Certyfikaty
| Kraj     | Organizacja wydająca certyfikat | Rodzaj      |
| -------- | ------------------------------- | ----------- |
| Brazylia | ABPD                            | Złota Płyta |

## Nagrody i Nominacje
| Rok  | Nagroda               | Kategoria               | Przedmiot nominacji | Wynik   |
| ---- | --------------------- | ----------------------- | ------------------- | ------- |
| 2011 | Teen Choice Awards    | Piosenka Lata           | Skyscraper          | wygrana |
| 2011 | J-14 Teen Icon Awards | Symboliczna Piosenka    | Skyscraper          | wygrana |
| 2011 | Youth Rock Awards     | Teledysk Roku           | Skyscraper          | wygrana |
| 2011 | Capricho Awards       | Teledysk międzynarodowy | Skyscraper          | wygrana |